# Geoff Waugh
Geoff Waugh (Kanada, Manitoba, Winnipeg, 1983. augusztus 25. –) profi jégkorongozó.

## Karrier
Komolyabb karrierjét a Northern Michigan University-n kezdte 2002–2003-ban. Az egyetemi csapatban 2005–2006-ig játszott. Legjobb szezonjában 14 pontot szerzett. Közben a 2002-es NHL-drafton a Dallas Stars kiválasztotta a harmadik kör 78. helyén. 2006–2007-ben játszott az AHL-es Springfield Falconsban és az ECHL-es Johnstown Chiefsben. 2007–2008-as idényben végig az AHL-es Binghamton Senators szerepelt. A 2008–2009-es idényben kettő mérkőzésen jégre lépett az ECHL-es Elmira Jackalsban majd visszakerült a Binghamton Senatorsba. A bajnoki évet végül az AHL-es Portland Piratesben fejezte be. 2009–2010-ben a szintén AHL-es Manitoba Moose-hoz írt alá és 29 mérkőzésen egy asszisztot adott. A következő évben még játszott a Moose-ban két mérkőzést, a többit (57-et) az ECHL-es Victoria Salmon Kings töltötte. 2011–2012-ben Európába, Horvátországba jött a zágrábi profi csapatba.

## Külső hivatkozások
- Statisztika